# Секционная кривизна
Секционная кривизна — один из способов описания кривизны римановых многообразий.

## Определение
Секционная кривизна — это функция {\displaystyle K(\sigma )}, которая зависит от секционного направления {\displaystyle \sigma } в точке {\displaystyle p} (то есть двумерной плоскости в касательном пространстве в {\displaystyle p}). Она равна гауссовой кривизне поверхности, образованной экспоненциальным отображением, измеренной в точке {\displaystyle p}.

## Свойства
- Если {\displaystyle v,\;u} — два линейно независимых вектора в {\displaystyle \sigma }, то
{\displaystyle K(\sigma )=K(u,\;v)/|u\wedge v|^{2},}  где  {\displaystyle K(u,\;v)=\langle R(u,\;v)v,\;u\rangle ,}

а {\displaystyle R(u,\;v)} обозначает преобразование кривизны. 
- Эту формулу можно переписать следующим образом
{\displaystyle K(\sigma )={\langle R(u,v)v,u\rangle  \over \langle u,u\rangle \langle v,v\rangle -\langle u,v\rangle ^{2}}.}

- Следующая формула показывает, что секционная кривизна описывает тензор кривизны полностью:
{\displaystyle 6\cdot \langle R(u,\;v)w,\;z\rangle =}
{\displaystyle [K(u+z,\;v+w)-K(u+z,\;v)-K(u+z,\;w)-K(u,\;v+w)-K(z,\;v+w)+K(u,\;w)+K(v,\;z)]\,-}
{\displaystyle [K(u+w,\;v+z)-K(u+w,\;v)-K(u+w,\;z)-K(u,\;v+z)-K(w,\;v+z)+K(v,\;w)+K(u,\;z)].}
  - в следующей более простой форме, используя частные производные:
{\displaystyle \langle R(u,\;v)w,\;z\rangle ={\frac {1}{6}}\cdot \left.{\frac {\partial ^{2}}{\partial s\partial t}}\left(K(u+sz,\;v+tw)-K(u+sw,\;v+tz)\right)\right|_{(s,\;t)=(0,\;0)}.}

- Теорема сравнения Топоногова приводит условие на углы треугольника в римановом многообразии эквивалентное ограниченности его секционной кривизны некоторой постоянной.